# Episodio de debut de WWE Raw en Netflix
El episodio de debut de Monday Night Raw en Netflix fue especial de televisión de lucha libre profesional producido por WWE. El evento se llevó a cabo el 6 de enero de 2025 desde el Intuit Dome en Inglewood, California, y contará con trabajadores de las marcas Raw y SmackDown.
Este episodio de Raw marcó un cambio de la transmisión en televisión lineal tradicional a la transmisión digital por Internet, así como el inicio de la gira de despedida de John Cena. El episodio también contará con la aparición del rapero Travis Scott, quien interpretará la nueva canción principal del programa.

## Producción

### Antecedentes
El 23 de enero de 2024, la empresa matriz de WWE, TKO Group Holdings, anunció que Netflix adquiriría los derechos de Monday Night Raw a partir de enero de 2025, en lo que se informó que sería un acuerdo de 10 años por un valor de $ 500 millones por año (aproximadamente el doble del valor del acuerdo de WWE con NBCUniversal). El acuerdo cubrirá inicialmente toda América y el Reino Unido y se agregarán otros territorios en el futuro. El acuerdo también incluye los derechos internacionales del contenido de WWE fuera de los Estados Unidos, incluidos SmackDown y NXT, eventos en vivo y otro contenido secundario. Si bien el contrato de USA Network para Raw expiraba en octubre de 2024, WWE llegó a una extensión a corto plazo de su acuerdo con NBCUniversal para mantener Raw en la red hasta fin de año. En preparación para el traslado a Netflix, Raw se acortó de tres a dos horas desde el 7 de octubre hasta el 30 de diciembre; El reportero de lucha libre Dave Meltzer declaró que esto fue una solicitud hecha por USA Network.
Luego se informó que Intuit Dome, que se inauguró en agosto de 2024 para albergar a Los Angeles Clippers en Inglewood, albergaría el episodio debut de Raw en Netflix. WWE confirmó la ubicación el 18 de noviembre de 2024; las entradas salieron a la venta para el público en general el 22 de noviembre. Ese mismo día, se anunció que Travis Scott haría una aparición en el estreno de Netflix para interpretar el nuevo tema principal del programa.
Durante un episodio de junio de 2024 de The Pat McAfee Show, el director de contenido de WWE, Paul «Triple H» Levesque, señaló que Netflix ofrecería una mayor flexibilidad que los socios actuales de WWE con respecto a los estándares y prácticas que a veces han resultado en que partes de la programación de WWE sean censuradas en la televisión estadounidense. Aunque una lista de marcador de posición para Raw con una clasificación TV-14 apareció en Netflix en los meses previos a la medida, el presidente de WWE, Nick Khan, aclaró posteriormente que Raw seguiría siendo un programa «familiar [...] amigable para los anunciantes», y que los episodios en Netflix tendrían la misma clasificación de contenido TV-PG utilizada desde 2008. El 16 de diciembre de 2024, Levesque presentó oficialmente el nuevo logotipo de Raw.

## Resultados
- Roman Reigns (con Paul Heyman) derrotó a Solo Sikoa en un  Tribal Combat. (21:30)
  - Reigns cubrió a Sikoa después de dos «Spear».
  - Durante la lucha, Tama Tonga, Jacob Fatu y Kevin Owens interfieron a favor de Sikoa; mientras que Jimmy Uso, Sami Zayn y Cody Rhodes lo hicieron a favor de Reigns.
  - Después de la lucha, The Rock felicitó a Reigns y le colocó el Ula Fala que lo reconoce como «Tribal Chief».

- Rhea Ripley derrotó a Liv Morgan (con Dominik Mysterio y Raquel Rodríguez) y ganó el Campeonato Mundial Femenino. (11:40)
  - Ripley cubrió a Morgan después de dos «Riptide».
  - Durante la lucha, Mysterio y Rodríguez interfirieron a favor de Morgan.
  - Después de la lucha, Mysterio intentó reconciliarse con Ripley, pero  ésta lo golpeó.
  - Después de la lucha, The Undertaker celebró junto a Ripley.

- Jey Uso derrotó a Drew McIntyre. (10:20)
  - Uso cubrió a McIntyre con un «Roll-Up».

- CM Punk derrotó a Seth «Freakin» Rollins. (19:15)
  - Punk cubrió a Rollins después de dos «GTS».